# Beta Sculptoris
Beta Sculptoris (β Scl / HD 221507 / HR 8937) es una estrella situada en la constelación de Sculptor.
Es, con magnitud aparente +4,37, la segunda estrella más brillante en la constelación después de α Sculptoris.
Se encuentra a 174 años luz del sistema solar.
Aunque en las bases de datos Beta Sculptoris figura catalogada como subgigante, sus características se corresponden con las de una estrella blanco-azulada de la secuencia principal de tipo espectral B9.5V.
Tiene una temperatura superficial de 12.220 K y es 82 veces más luminosa que el Sol.
Su diámetro es el doble que el diámetro solar y su masa es de 3,1 masas solares.
Beta Sculptoris gira sobre sí misma con una velocidad de rotación proyectada de 29 km/s, baja en comparación con otras estrellas de tipo B, siendo 3,4 días el límite superior de su período de rotación.
Es una estrella de mercurio-manganeso —semejante a Alpheratz (α Andromedae) o χ Lupi— con un campo magnético 1000 veces más intenso que el de la Tierra.
Esta clase de estrellas se caracteriza porque la superficie estelar muestra un exceso de ciertos elementos químicos; en el caso de Beta Sculptoris, el manganeso es 115 veces más abundante que en el Sol, 15.000 veces más el xenón y 300.000 veces más el mercurio.
Asimismo, el contenido relativo de hierro es un 40% más elevado que el de nuestra estrella.